# ایناراجان
ایناراجان (به انگلیسی: Inarajan, Guam) یک روستا در گوآم است.

## خصوصیات
ایناراجان ۲٬۲۷۳ نفر جمعیت دارد.